# Genussa vicina
Genussa vicina är en fjärilsart som beskrevs av William Schaus 1911. Genussa vicina ingår i släktet Genussa och familjen mätare. Inga underarter finns listade i Catalogue of Life.